# Si Dios está en todas partes... fuego a discreción!
Si Dios está en todas partes... fuego a discreción! es el segundo y último álbum de estudio de la banda española Bürdel King. Fue lanzado al mercado el 7 de octubre de 2016.

## Lista de canciones
| N.º | Título                                       | Duración |  |
| 1.  | «El Semenarista»                             | 1:10     |  |
| 2.  | «Manicoño»                                   | 5:03     |  |
| 3.  | «Champan, putas y cocaína»                   | 4:04     |  |
| 4.  | «Mi color preferido eres tú»                 | 3:52     |  |
| 5.  | «¡En la Boca No!»                            | 3:49     |  |
| 6.  | «Mi sombra, la muerte y mi puta mala suerte» | 3:15     |  |
| 7.  | «Al Turrón»                                  | 3:57     |  |
| 8.  | «Sobre tu tumba bailaré»                     | 3:32     |  |
| 9.  | «En una tienda de campaña»                   | 2:56     |  |
| 10. | «Sex & Roll»                                 | 4:21     |  |

## Intérpretes
- Cantante y compositor: Txus di Fellatio.
- Guitarrista: Manuel Seoane.
- Guitarrista: Frank.
- Bajo: Sergio Martínez.
- Teclista: Javi Díez.
- Batería: Anono Herrero.